# جاده ئی۰۰۲ اروپا
جاده ئی۰۰۲ اروپا (به انگلیسی: European route E002) یکی از جاده‌های درجه ۲ قاره اروپا است.
این جاده که از شهر مغری (ارمنستان) شروع شده در شهر الت (جمهوری آذربایجان) به پایان میرسد.